# Kanton Nice-11
Kanton Nice-11 (fr. Canton de Nice-11) je francouzský kanton v departementu Alpes-Maritimes v regionu Provence-Alpes-Côte d'Azur. Tvoří ho čtvrti Le Piol, Pessicart, Cessole, Las Planas, Comte de Falicon, Vallon des Fleurs a Saint-Pancrace města Nice.